# RPL13A
RPL13A (англ. Ribosomal protein L13a) – білок, який кодується однойменним геном, розташованим у людей на короткому плечі 19-ї хромосоми. Довжина поліпептидного ланцюга білка становить 203 амінокислот, а молекулярна маса — 23 577.
| 10         |  | 20         |  | 30         |  | 40         |  | 50         |
| ---------- |  | ---------- |  | ---------- |  | ---------- |  | ---------- |
| MAEVQVLVLD |  | GRGHLLGRLA |  | AIVAKQVLLG |  | RKVVVVRCEG |  | INISGNFYRN |
| KLKYLAFLRK |  | RMNTNPSRGP |  | YHFRAPSRIF |  | WRTVRGMLPH |  | KTKRGQAALD |
| RLKVFDGIPP |  | PYDKKKRMVV |  | PAALKVVRLK |  | PTRKFAYLGR |  | LAHEVGWKYQ |
| AVTATLEEKR |  | KEKAKIHYRK |  | KKQLMRLRKQ |  | AEKNVEKKID |  | KYTEVLKTHG |
| LLV        |  |            |  |            |  |            |  |            |

A: Аланін

C: Цистеїн

D: Аспарагінова кислота

E: Глутамінова кислота

F: Фенілаланін

G: Гліцин

H: Гістидин

I: Ізолейцин

K: Лізин

L: Лейцин

M: Метіонін

N: Аспарагін

P: Пролін

Q: Глутамін

R: Аргінін

S: Серин

T: Треонін

V: Валін

W: Триптофан

Кодований геном білок за функціями належить до рибонуклеопротеїнів, рибосомних білків, фосфопротеїнів. 
Задіяний у таких біологічних процесах, як регуляція трансляції, ацетилювання. 
Локалізований у цитоплазмі.